# Младост (женский волейбольный клуб)
«Младост» (хорв. «Mladost») — хорватская женская волейбольная команда из Загреба. Входит в структуру Хорватского академического волейбольного клуба «Младост» (хорв. Hrvatski Akademski Odbojkaški Klub (HAOK) «Mladost»).

## Достижения
- 5-кратный чемпион Югославии — 1984, 1987, 1989—1991;
  - 4-кратный серебряный призёр чемпионатов Югославии — 1982, 1985, 1986, 1988;
  - 6-кратный бронзовый призёр чемпионатов Югославии — 1946, 1955—1957, 1960, 1961.
- серебряный призёр чемпионата России 1992.
- 19-кратный чемпион Хорватии — 1992—1996, 2002—2006, 2014, 2016, 2018—2024;
  - 3-кратный серебряный призёр чемпионатов Хорватии — 2015, 2017, 2025;
  - двукратный бронзовый призёр чемпионатов Хорватии — 2001, 2010.
- 7-кратный победитель розыгрышей Кубка Югославии — 1981, 1984—1986, 1988—1990.
- 13-кратный победитель розыгрышей Кубка Хорватии — 1993—1995, 2002, 2004, 2014, 2015, 2018—2021, 2023, 2024;
  - 4-кратный серебряный призёр Кубка Хорватии — 2001, 2003, 2006, 2025;
  - 3-кратный бронзовый призёр Кубка Хорватии — 1999, 2005, 2012.
- победитель розыгрыша Кубка европейских чемпионов 1991.
  - двукратный серебряный призёр розыгрышей Кубка европейских чемпионов — 1992, 1994.
- бронзовый призёр чемпионата мира среди клубных команд 1991.
- победитель розыгрыша Интерлиги[1] 1994.

## История
Женская волейбольная команда «Младост» из Загреба приняла участие уже в первом клубном чемпионате Югославии в 1946 году и стала бронзовым призёром турнира. В 1955—1961 годах волейболистки из столицы Хорватии ещё 5 раз выигрывали медали союзных первенств, но окончательно на ведущие роли в клубном волейболе Югославии вышли только в начале 1980-х. В 1981 «Младост» впервые выиграл Кубок Югославии, в следующем году также впервые стал серебряным призёром чемпионата страны, а в 1984 выиграл свой первый чемпионский титул, прервав 9-летнюю гегемонию двух белградских команд — «Црвены Звезды» и «Раднички». С этого года ни один волейбольный сезон «Младост» не заканчивал без выигранного трофея. В 1984—1991 загребская команда 5 раз становилась чемпионом страны, ещё трижды призёром и 6 раз выигрывала Кубок Югославии.
В 1990 году к работе с «Младостом» в качестве тренера-консультанта приступил выдающийся советский тренер Николай Карполь, причём эту работу он осуществлял параллельно с тренерской деятельностью в «Уралочке» и сборной СССР. Состав хорватской команды пополнила советская связующая, чемпионка сеульской Олимпиады Ирина Пархомчук (Кириллова). В 1991 году «Младост» впервые вышел в финальную стадию Кубка европейских чемпионов, которая прошла в Загребе, и уверенно взял главный клубный трофей Европы, обыграв в финале «Уралочку» со счётом 3:0. В октябре 1991 «Младост» принял участие в первом чемпионате мира среди клубов, прошедшем в Бразилии, и занял 3-е место. На этом турнире в составе хорватской команды дебютировали ещё две олимпийские чемпионки из СССР — Валентина Огиенко и Елена Чебукина.
Летом 1991 года Хорватия вышла из состава Югославии и хорватские команды покинули чемпионат этой балканской страны. По протекции Карполя «Младост» был включён в число участников первого чемпионата России (1991—1992), имевшего открытый статус. «Младост», в составе которого кроме хорватских волейболисток играли Кириллова, Огиенко и Чебукина, заняла второе место, победив в 19 матчах из 22 и пропустив вперёд себя только «Уралочку». С 1992 проводится самостоятельный чемпионат Хорватии и на протяжении 4 сезонов подряд его победителем становился «Младост».
Противостояние двух команд Карполя — российской и хорватской — продолжалось ещё два года. В том же 1992 году в полуфинале Кубка европейских чемпионов «Младост» обыграл «Уралочку» 3:0, но в финале уступил хозяину решающей стадии розыгрыша итальянской «Олимпии Теодоре» из Равенны в пяти партиях. Годом позже «Младост» (состав которого покинули Огиенко и Чебукина, но пополнила Ирина Ильченко) остался в Кубке чемпионов без медалей, проиграв в матче за выход в финал итальянской команде «Латте Руджада» (Матера) 0:3 и с тем же счётом в поединке за бронзовые медали «Уралочке». В 1994 финал четырёх очередного розыгрыша Кубка чемпионов вновь, как и три года назад, принимал Загреб и в решающем матче встретились опять таки «Младост» и «Уралочка». Упорная борьба завершилась победой российской команды со счётом 3:2.
В 1994 Николай Карполь, а также Кириллова и Ильченко покинули «Младост». На протяжении ещё двух сезонов команда из Загреба удерживала первенство в чемпионатах Хорватии, а затем в игре команды последовал спад в связи с тем, что многие ведущие волейболистки уезжали играть за границу, а в самой Хорватии на ведущие роли выдвинулись «Дубровник» и «Риека». В 2002—2006 «Младост» вернул себе лидирующие позиции в стране, выиграв 5 чемпионатов подряд, но затем вновь ушёл в тень, на протяжении 7 чемпионатов лишь раз войдя в число призёров. В последние годы «Младост» — вновь на ведущих ролях в клубном волейболе Хорватии, выиграв в 2014, 2016, 2018—2024 «золото» национальных первенств, а в 2015, 2017 и 2025 — «серебро».
На европейской арене после 1994 года «Младост» на протяжении уже более чем 20 лет выступает без успеха. В 2003, 2004, 2006 и 2007 хорватская команда играла на групповых этапах Лиги чемпионов, но не смогла одержать в них ни одной победы.

## Академический волейбольный клуб «Младост»
АВК «Младост» включает мужскую и женскую команды, выступающие в чемпионатах Хорватии, а также несколько команд различных возрастов.
- Президент клуба — Миро Павлович.
- Спортивный директор — Дарко Антунович.
- Технический директор — Векослав Ханжич.

АВК «Младост» входит в структуру Хорватского академического спортивного клуба «Младост» (хорв. Hrvatski akademski športski klub (HAŠK) «Mladost»), существующего под эгидой Загребского университета и включающего клубы по различным видам спорта, в том числе по командным игровым — баскетболу, волейболу, водному поло, регби, хоккею с шайбой, хоккею на траве. Клуб снован в 1903 году, преобразован в 1945.

## Арена
Домашние матчи «Младост» проводит в Центре волейбола «Боян Странич». Расположен в центральной части Загреба. Вместимость трибун игрового зала — 1200 зрителей.

## Сезон 2024—2025

### Переходы
Пришли: М.Врбан («Энна Вуковар»), С.Петранович («Уб», Сербия), Р.Богати-Пантелич («Келтекс»), А.Пркачин, А.Корача (обе — «Дон Боско»), главный тренер Д.Ноич.
Ушли: К.Антунович, К.Павичич, Л.Сесар, А.Михалевич, А.Мехич, А.Здовц-Спорер, К.Дробац, главный тренер М.Стоякович.

### Состав
| №  | Имя, фамилия         | Год рождения | Рост | Амплуа      | Гражданство |
| -- | -------------------- | ------------ | ---- | ----------- | ----------- |
| 1  | Мария Врбан          | 2002         | 184  | связующая   | Хорватия    |
| 3  | Симона Петранович    | 2003         | 189  | нападающая  | Черногория  |
| 5  | Рита Богати-Пантелич | 2002         | 185  | центральная | Хорватия    |
| 6  | Аурора Папац         | 2005         | 188  | центральная | Хорватия    |
| 7  | Дора Брашнич         | 2006         | 155  | либеро      | Хорватия    |
| 8  | Ана Пркачин          | 2007         | 183  | связующая   | Хорватия    |
| 9  | Катарина Дробац      | 2005         | 190  | центральная | Хорватия    |
| 10 | Ана Иштук            | 2002         | 181  | нападающая  | Хорватия    |
| 11 | Мирта Фройнд         | 2002         | 192  | центральная | Хорватия    |
| 12 | Андреа Кораца        | 2002         | 182  | нападающая  | Хорватия    |
| 13 | Матеа Смолян         | 2004         | 168  | либеро      | Хорватия    |
| 14 | Франка Големац       | 2008         | 173  | нападающая  | Хорватия    |
| 15 | Лени Ивкович         | 2008         | 181  | нападающая  | Хорватия    |
| 17 | Тонка Бошняк         | 2006         | 189  | нападающая  | Хорватия    |
| 20 | Леонарда Грабич      | 2003         | 186  | нападающая  | Хорватия    |

- Главный тренер — Дарко Ноич.
- Тренеры — Желько Ноич, Доротея Ербич.